# Amalie Münster
Amalie Isabella Johanne Charlotte Münster (31. oktober 1767 - 3. september 1814) var en dansk hofdame, oversætter og digter. 

## Biografi
Amalie Münster var en ledende kulturpersonlighed ved det danske kongelige hof. Hun var uddannet på Grolland i Bremen. I 1787 giftede hun sig med gehejmeråd Georg Werner August Ditrich (1751-1801). Da hendes mand døde i 1801, fortsatte Amalie Münster med at bo i Wien, før hun flyttede til Kiel og senere til København. Hun var hofdame for prinsesse Juliane Sophie fra Danmark i 1805-09 og derefter for prinsesse Caroline fra Danmark. I hendes omgangskreds fandt man personer såsom de danske digtere Jens Baggesen og Adam Oehlenschläger, hvis digte hun oversatte. Hun udgav sine egne digte, Amaliens poetische Versuche i 1796. Amalie Münster døde på Fredriksberg Slot i 1814, hvor hun tog livet af sig selv ved at hænge sig i en gardinsnor.